# Jarmila Koluchová
Jarmila Koluchová (2. června 1928 Střeň – 10. listopadu 2021) byla česká psycholožka a vysokoškolská pedagožka. Věnovala se především diagnostice a možnostem nápravy psychické deprivace v dětství a problematice náhradní rodinné péče. V letech 1973 až 1990 působila jako vedoucí na katedře psychologie a patopsychologie Pedagogické fakulty Univerzity Palackého.

## Život
Jarmila Koluchová (roz. Sedláčková) se narodila 2. června 1928 ve Střeni na Olomoucku do rodiny výpravčího. Studovala na Slovanském gymnasiu, kde odmaturovala v roce 1947. V letech 1947–1951 pak studovala češtinu a filosofii na Filozofické fakultě Univerzity Palackého.
Během studia se věnovala skautské činnosti. V roce 1945 založila ve Střeni dívčí skautský oddíl, který vedla až do roku 1949. Zájem o práci s mládeží ji také zavedl do Krajského pionýrského domu, kde pracovala na pozici ředitelky v letech 1951–1954. Po obnovení činnosti Junáka v devadesátých letech působila jako instruktorka psychologie na čekatelských a vůdcovských kurzech a na lesních školách.
V roce 1960 se provdala za MUDr. Jaroslava Kolucha, CSc., se kterým měla děti Petra a Irenu. Dcera Irena Sobotková (roz. Koluchová) je psycholožkou a zabývá se mj. psychologií rodiny a náhradní rodinné péče.

## Profesní dráha
Od roku 1949 se ve svých studiích začala orientovat na psychologii. V roce 1951, ještě během studia, nastoupila na pozici substituční asistentky v Psychologickém ústavu Filozofické fakulty Univerzity Palackého. Titul PhDr. získala v roce 1953 a v roce 1954 byla přijata jako psycholožka na dětskou psychiatrickou kliniku. Na konci padesátých let se stala členkou Československé psychologické společnosti. V roce 1967 v konkurzu získala místo odborné asistentky na Pedagogické fakultě Univerzity Palackého a zároveň se stala externí vyučující na Katedře psychologie Filozofické fakulty Univerzity Palackého. Současně pracovala na částečný úvazek na psychiatrické klinice olomoucké fakultní nemocnice. Zároveň v roce 1967 začala vykonávat funkci soudního znalce pro obor dětské a klinické psychologie (viz případ zanedbávaných dvojčat). Od roku 1976 do roku 1991 byla ve vedení Katedry psychologie na Pedagogické fakultě Univerzity Palackého. Katedra se v té době díky ní začala orientovat na problematiku náhradní rodinné péče a patopsychologii a stala se tak nejvýznamnějším takto zaměřeným pracovištěm v českých zemích. Během vedení katedry také spolupracovala s významným českým dětským psychologem Zdeňkem Matějčkem. V roce 1981 byla Koluchová jmenována docentkou a v roce 1990 profesorkou v oboru psychologie. V roce 1991 byla v rámci polistopadové reorganizace odvolána z vedení katedry a v následujícím konkurzu neuspěla. Rozhodla se proto odejít do důchodu. V roce 1992 přispěla ke vzniku občanského sdružení ISIS, které mělo za cíl podporu náhradní rodinné péče. Od roku 1992 do roku 2004 byla předsedkyní tohoto sdružení.

### Případ zanedbávaných dvojčat
Jarmila Koluchová byla v roce 1967 jako soudní znalkyně přizvána k v té době naprosto bezprecedentnímu případu dětského zanedbávání. Jednalo se o jednovaječná dvojčata narozená v roce 1960. Matka zemřela krátce po jejich narození, dvojčata proto byla dána na necelý rok do dětského domova. Jejich otec se však po nějaké době znovu oženil a rozhodl se vzít si dvojčata zpět z dětského domova. Z pozdějšího vyšetřování vyplynulo, že nová matka dvojčat byla egocentrická, s psychopatickými rysy a postupně si k nim vybudovala velmi nepřátelský postoj. Tento nepřátelský postoj přenesla i na ostatní členy rodiny, zbylým dětem například zakázala s nimi mluvit. Dvojčata byla střídavě umístěna v malé nevytápěné komoře nebo zamčena ve sklepě a vyrůstala zcela izolovaně od vnějšího světa. Byla také brutálně fyzicky trestána, jeden ze sousedů například během soudního vyšetřování uvedl, že viděl otce, jak dvojčata bije gumovou hadicí až do bezvědomí. Křik a pláč dvojčat rodiče tlumili tak, že jim strkali hlavy pod matraci. Zanedbávání a týrání dětí vyšlo najevo, až když otec vzal jedno z dvojčat na prohlídku k lékaři. Chtěl, aby lékař potvrdil, že nyní sedmiletý chlapec není způsobilý pro školní docházku. Chlapec v té době nebyl v podstatě schopen chodit ani komunikovat, trpěl křivicí a působil o několik let mladším dojmem, než byl jeho skutečný věk. Lékař proto do domova dvojčat vyslal sociální pracovníky a tím začalo vyšetřování, které skončilo odebráním dvojčat a odsouzením rodičů.
Chlapci byli po nějaké době v nemocnici a dětském domově umístěni do náhradní rodiny. Nová rodina jim umožnila rychle se rozvíjet, během krátké doby jejich mentální věk poskočil o několik let dopředu. Dvojčata se naučila komunikovat a přes všechny pesimistické predikce nakonec mohla nastoupit do normální základní školy.
Tento případ byl ve své době velmi významný, protože umožňoval zblízka studovat následky těžké psychické deprivace a vyvracel v té době zakořeněné představy o její nezvratnosti. Jarmila Koluchová o něm publikovala dvě zprávy v časopise Journal of child psychology and psychiatry. Obě zprávy byly hojně citovány a v zahraničí se pro tuto kazuistiku ustálil název Koluchova’s twins.

## Dílo
- Vybrané kapitoly z psychologie dítěte (1977)
- Výchova dětí v náhradní rodinné péči (1980)
- Kapitoly z patopsychologie dítěte (1983)
- Diagnostika a reparabilita psychické deprivace (1987)
- Přehled patopsychologie dítěte (1989)
- Psychologická diagnostika dětí a mládeže (1990)
- Psychický vývoj dětí v pěstounské péči (1992)
- Osvojení a pěstounská péče (2002)